# Aron Todoroni
Aron Todoroni a fost un deputat român în legislatura 1990-1992, ales în județul Hunedoara pe listele partidului PNL. Aron Todoroni a fost membru în grupul parlamentar de prietenie cu Republica Franceză-Adunarea Națională.